# Macledium
Macledium es un género de fanerógamas perteneciente a la familia de las asteráceas. Comprende 22 especies descritas y de estas, solo 20 aceptadas.

## Taxonomía
El género fue descrito por Alexandre Henri Gabriel de Cassini y publicado en Dictionnaire des Sciences Naturelles [Second edition] 34: 39. 1825.

## Especies
A continuación se brinda un listado de las especies del género Macledium aceptadas hasta julio de 2012, ordenadas alfabéticamente. Para cada una se indica el nombre binomial seguido del autor, abreviado según las convenciones y usos.
- Macledium anmadochrissum (Lawalrée) S.Ortiz
- Macledium auriculatum (Hutch. & B.L.Burtt) S.Ortiz
- Macledium canum (Balf.f.) S.Ortiz
- Macledium ellipticum (G.V.Pope) S.Ortiz
- Macledium gossweileri (S.Moore) S.Ortiz
- Macledium grandidieri (Drake) S.Ortiz
- Macledium humile (Lawalrée) S.Ortiz
- Macledium kirkii (Harv.) S.Ortiz
- Macledium latifolium (DC.) S.Ortiz
- Macledium nanum (Welw. ex Hiern) S.Ortiz
- Macledium oblongum (Lawalrée & Mvukiy.) S.Ortiz
- Macledium plantaginifolium (O.Hoffm.) S.Ortiz
- Macledium poggei (O.Hoffm.) S.Ortiz
- Macledium pretoriense (C.A.Sm.) S.Ortiz
- Macledium relhanioides (Less.) S.Ortiz
- Macledium salignum (Lawalrée) S.Ortiz
- Macledium sessiliflorum (Harv.) S.Ortiz
- Macledium speciosum (DC.) S.Ortiz
- Macledium spinosum (L.) S.Ortiz
- Macledium zeyheri (Sond.) S.Ortiz